# Spülfläche
Eine Spülfläche ist in der Geomorphologie eine denudativ („durch Entblößung“) geformte Landschaftsform, die meist im Tropen- und Subtropenklima anzutreffen ist. In Spülflächen können Inselberge anzutreffen sein.
Der Begriff wurde durch Julius Büdel geprägt und später durch Spüloberfläche ersetzt. Spüloberflächen sind nach Büdel „gering geneigte flächenhafte Abtragungsformen einer aktiven subtropischen Rumpffläche im Gegensatz zum Tal“. 
Herbert Louis widerspricht der Unterscheidung zwischen Spülfläche und Tal, da beide vom gleichen Grundmechanismus gebildet werden.

## Entstehung

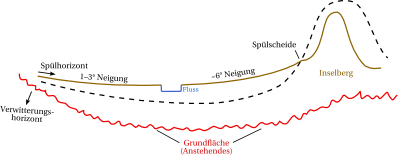
Spülfläche mit Inselberg

Selbst die Intensivverwitterung der Tropen (der Kohlensäuregehalt in der Bodenluft beträgt bis zu 20 %, d. h. dem 20-40fachen Wert der Mittelbreiten) kann alleine keinen Beitrag zur Abtragung leisten und damit zur Formbildung beitragen. Die Mächtigkeit der tropischen Böden, die von ihr erreicht wird, belegt dies (Mächtigkeiten von überall mindestens 3 m, häufig aber das Doppelte – 6 m – und kann unter Umständen das Zehnfache – 30 m erreichen). Bis zu Hangneigungen von ca. 8-10° bleiben die Böden völlig in Ruhe und zeigen keine dem Gefälle folgende Bewegung. Was im Boden selbst und an seiner Basis schon abgetragen wird, sind nur in Lösung gegangene Stoffe, die mit dem Grundwasser fortgeführt werden.
Die mechanische Arbeit der Fortführung ungelösten Materials findet allein durch regenzeitliche Ausspülung von Ton und Feinsand an der Spüloberfläche (oder dem Spülhorizont) des Bodens statt. Voraussetzung für seine Wirksamkeit ist zweierlei:
Zum einen, dass der Boden an seiner Oberfläche das chemisch umgewandelte Material in solcher Feinheit bereitstellt, dass auch ein kleines Regenzeitrinnsal es ergreifen und fortschaffen kann. Dazu wird durch die Tätigkeit vieler Bodentiere (Bioturbation) stets noch besonders feines Material an die Oberfläche geschafft. Die zweite Voraussetzung für eine flächenhafte Abspülung ist die weitgehende Vernichtung der Bodenvegetation in der Trockenzeit. Sie beginnt Mitte September bis zur Oktoberwende. Nach dreieinhalb praktisch regenlosen Monaten ist die Gras- und Krautvegetation gewöhnlich Mitte Februar schon völlig dürr. Durchziehende Herden von Pflanzenfressern (Gazellen, Zebras,…) bzw. Savannenbrände vernichten oft die letzten Reste der Bodenvegetation.
Dadurch liegt der Boden bei Beginn der Regenzeit, die gewöhnlich Anfang Mai einsetzt, schutzlos da. Schon beim ersten Regenguss erfolgt in den Pfützen die Aufschwemmung des Bodens, d. h. seine Teilchen gehen im Wasser in Suspension. Allerdings bewirkt diese Suspension alleine noch keinen Abtrag. Die geschieht erst, wenn sich an der Spüloberfläche ein von einer Pfütze zur anderen dahinsickernder Wasserfilm gebildet hat. Denn zugleich setzt mit dem ersten Regenfall eine kräftige Infiltration ein. Auf der anderen Seite aber hält die von jedem quellfähigen Bodenteilchen ausgehende Molekularkraft das einmal eingedrungene Wasser stark fest. Die Folge ist, dass schon in dem Augenblick, in dem auch nur die obersten 1-2 m des Bodenprofils mit Wasser gesättigt sind, ein weiterer Abzug von Sickerwasser in die Tiefe nur noch sehr langsam erfolgt. Das bedeutet, dass dann schon die Hauptmasse des Regenwassers für den oberflächlichen Abfluss bzw. Abtrag zur Verfügung steht.